# پارک هه می
پارک هه می (کره‌ای: 박해미؛ زادهٔ ۲۸ ژانویهٔ ۱۹۶۴) بازیگر اهل کره جنوبی است. او در جنگ پول، دوباره لبخند بزن، ضربه عالی انتقام پاکوتاه، قول ۱۲ ساله، تشویق کن و پنج تا بچه بسه ایفای نقش کرده‌است.